# جورج جي. هافن جونيور
جورج جي. هافن جونيور (بالإنجليزية: George G. Haven, Jr.)‏ هو مصرفي أمريكي، ولد في 14 يونيو 1866 في نيويورك في الولايات المتحدة، وتوفي في 21 يوليو 1925.